# Dansen op de vulkaan (film)
Dansen op de vulkaan is een Nederlandse film uit 2014 van Nils Verkooijen en Sjors Mans. De film is begonnen als een schoolproject, maar uiteindelijk met hulp van o.a. regisseuse Adriënne Wurpel uitgegroeid tot een bioscoopfilm. Deze film is bedoeld om aandacht te vragen voor Stichting Stofwisselkracht en stofwisselingsziekten.
Veel mensen hebben belangeloos meegewerkt. De kosten die er nog wel waren zijn gedekt door crowdfunding.

## Verhaal
Maarten heeft een ongeneeslijke stofwisselingsziekte. Op school weet alleen zijn beste vriend Stefan het; op de dansschool waar hij graag naartoe gaat weet niemand het, ook medeleerlinge Roxanne niet, die zijn vriendin is geworden. Hij wil met schoolvrienden en op de dansschool met alles meedoen, hoewel dat voor hem te vermoeiend en ongezond is. Hij heeft gescheiden ouders en woont bij zijn moeder Sophie. Hij heeft een hekel aan haar bezorgde opmerkingen en houdt zich niet aan de beperkingen die ze oplegt. Hij sluipt bijvoorbeeld het huis uit om naar een feestje te gaan waar hij niet naartoe mag. Ook wijkt hij soms uit naar zijn vader Frans, die soepeler is, maar ook zijn zorgzaamheid vindt Maarten te veel en doet hem verzuchten: "Je lijkt Mama wel".
Dit leidt echter tot ongezonde en gevaarlijke situaties. Uiteindelijk vertelt hij Roxanne dat hij chronisch ziek is, en daarom niet meer doorgaat met het serieuze danswerk. Hij is opgelucht dat hij het verteld heeft en dat ze positief reageert.

## Rolverdeling
| Acteur                         | Personage           | opmerkingen              |
| ------------------------------ | ------------------- | ------------------------ |
| Nils Verkooijen                | Maarten             | Hoofdrol                 |
| Rutger Aleva                   | Jason               |                          |
| Mouna Goeman Borgesius         | Sophie              | Moeder van Maarten       |
| Mees Groot                     | Sarah               | Zus van Maarten          |
| Tobias Kersloot                | Ramon               |                          |
| Marcel Musters                 | Frans               | Vader van Maarten        |
| Sieger Sloot                   | Dokter Smit         |                          |
| Har Smeets                     | Docent              |                          |
| Pamela Teves                   | Rectrix             |                          |
| Gina van Os                    | Roxanne             | vriendin van Maarten     |
| Bas van Prooijen               | Stefan              | beste vriend van Maarten |
| Sol Vinken                     | Rik                 |                          |
| Christianne Bal                | Meisje in park      |                          |
| Tine Cartuyvels                | Jurylid             |                          |
| Tommie Christiaan              | Remco               |                          |
| Maud Claessens                 | Meisje in park      |                          |
| Dorien de Jonge                | Jurylid             |                          |
| Saskia Edens                   | Stagemanager        |                          |
| Charlie Jansen                 | Beveiliger          |                          |
| Hadewych Minis                 | Medewerker bloedlab |                          |
| Geert Postma                   | Jurylid             |                          |
| Roeltje van de Sande Bakhuyzen | Fotografe           |                          |